# Černá hora (přírodní rezervace)
Černá hora je přírodní rezervace v centrální části Jizerských hor, na pomezí okresů Jablonec nad Nisou (obec Bedřichov) a Liberec (město Hejnice). Chráněné území zaujímá severovýchodní svahy Černé hory, rašeliniště Vánoční louka a severní část sousedního vrcholu Sněžné věžičky. Oblast spravuje AOPK ČR Správa CHKO Jizerské hory. Důvodem ochrany je horská smrčina a rašeliniště, tokaniště tetřevů (Tetrao urogallus).